# Asamoah Gyan
Asamoah Gyan (ur. 22 listopada 1985 w Akrze) – ghański piłkarz, który występował na pozycji napastnika. W latach 2003-2019 wielokrotny reprezentant Ghany, a w latach 2012-2019 występował w roli kapitana. Najlepszy strzelec w historii reprezentacji Ghany. Srebrny medalista Pucharu Narodów Afryki 2010 i 2015. Brązowy medalista Pucharu Narodów Afryki 2008. Uczestnik Mistrzostw Świata 2006, 2010 i 2014.
W swojej karierze grał m.in. w takich klubach jak: Stade Rennais, Udinese Calcio, Modena FC, Al-Ain czy Sunderland.

## Kariera klubowa
Gyan rozpoczynał karierę w ojczyźnie, w klubie Liberty Professionals z Akry. W 2003 przeniósł się do Włoch, gdzie próbował swoich sił w Udinese Calcio. W Serie A zadebiutował, jednak to był jego jedyny występ w sezonie 2003/2004 i w następnym był już zawodnikiem drugoligowej Modeny. W drużynie z Modeny zdobył 7 bramek w 27 meczach. W 2006 również występował w podstawowym składzie w Serie B i walczył z drużyną o awans, przegrywając go ostatecznie (5. miejsce). Latem 2006 w końcu ponownie trafił do Serie A i powrócił do zespołu Udinese. W 2008 roku Gyan podpisał kontrakt ze Stade Rennes, do którego trafił za 8 milionów euro. W letnim okienku transferowym sezon 2010/2011 przeszedł do Sunderlandu za 13 mln funtów szterlingów. W swoim debiucie w barwach Sunderlandu strzelił w 66. minucie pierwszego gola. Mecz zakończył się remisem 1:1, a Asamoah Gyan uzyskał tytuł Man of the match (zawodnika meczu).
W czerwcu 2023 ogłosił koniec swojej kariery sportowej.

## Kariera reprezentacyjna
Karierę reprezentacyjną rozpoczął w wieku 17 lat. Pierwszego gola w kadrze zdobył 19 listopada 2003 w meczu kwalifikacyjnym do MŚ 2006 z Somalią (3 dni przed swoimi 18. urodzinami, co czyni go najmłodszym reprezentantem Ghany w historii strzelającym gola w meczu kadry). W 2004 wystąpił na Olimpiadzie w Atenach.
W kolejnych latach kariery stawał się czołowym graczem reprezentacji. Mimo bramkostrzelności i przesądzania o zwycięstwach Ghany w wielu meczach, w karierze reprezentacyjnej posiada także nieudane epizody (w tym niewykorzystane rzuty karne w istotnych spotkaniach kadry).

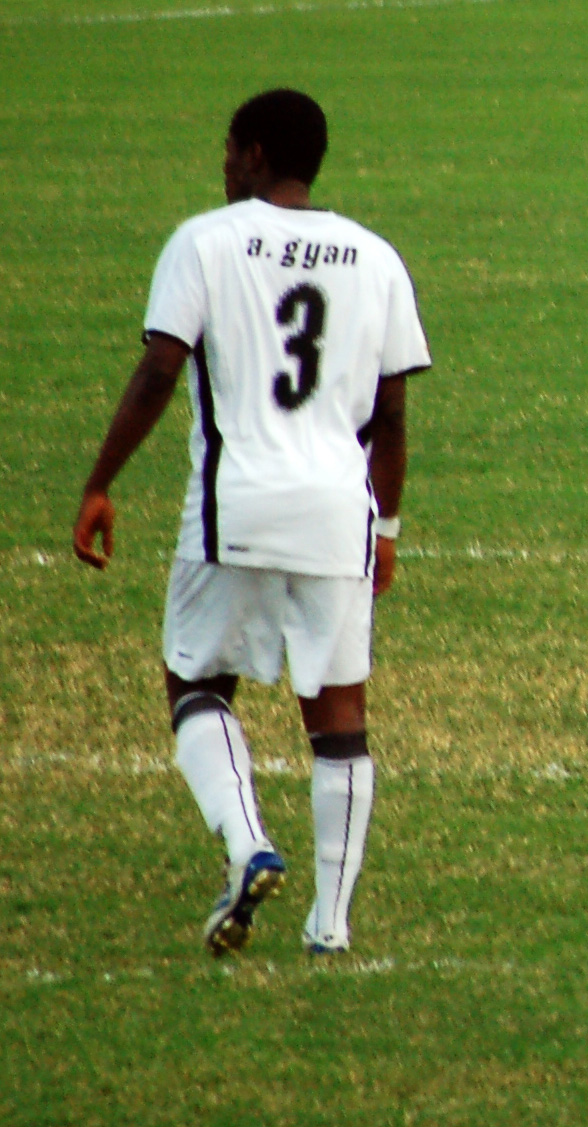
Gyan podczas rozgrzewki przed meczem z Nigerią w trakcie PNA 2008

Na początku 2006 nie znalazł się w składzie na Puchar Narodów Afryki 2006, ale pół roku później selekcjoner Ratomir Dujković powołał go na Mistrzostwa Świata 2006 w Niemczech. Gyan wystąpił w pierwszym meczu grupowym z Włochami (0:2), a w drugim z Czechami, zdobył pierwszą bramkę (był to zarazem najszybciej zdobyty gol mistrzostw – padł w 86 sekundzie spotkania; mecz zakończył się wynikiem 2:0). Ponadto w tym meczu nie wykorzystał rzutu karnego (trafił w słupek). Po awansie z grupy jego reprezentacja zakończyła udział w turnieju na meczu w 1/8 finału wskutek porażki z Brazylią 0:3 (w tym meczu Gyan otrzymał dwie żółte kartki i w konsekwencji czerwoną).
Podczas Pucharu Narodów Afryki 2008 strzelił jednego gola (z rzutu karnego w meczu grupowym z Gwineą) i następnie wywalczył z reprezentacją 3. miejsce w turnieju.
W trakcie kolejnej edycji Pucharu Narodów Afryki 2010 zawodnik zdobył trzy gole zajmując drugie miejsce w klasyfikacji. Najpierw wykorzystał „jedenastkę” w spotkaniu grupowym z Wybrzeżem Kości Słoniowej (1:3), a następnie zdobył zwycięskie bramki z Angolą w ćwierćfinale (1:0) i Nigerią w półfinale (1:0). Ostatecznie zajął wraz z Ghaną 2. miejsce po przegranym spotkaniu finałowym z Egiptem.
W tym samym roku napastnik wystąpił na Mistrzostwa Świata 2010 w Południowej Afryce. Na turnieju zdobył łącznie trzy gole zajmując trzecie miejsce w klasyfikacji. W pierwszym meczu grupowym strzelił zwycięską bramkę z Serbią (1:0), a następnie gola z rzutu karnego w remisowym meczu z Australią (1:1). W 1/8 finału zdobył decydującą bramkę w dogrywce spotkania z USA (2:1). W czasie meczu 1/4 finału z Urugwajem przy stanie 1:1 nie wykorzystał rzutu karnego podyktowanego w ostatniej minucie dogrywki (uderzył w poprzeczkę). Następnie w zarządzonej serii rzutów karnych wykorzystał swoją szansę strzału, jednak Ghana przegrała ostatecznie w „jedenastkach” 2:4 i odpadła z turnieju.
W trakcie Pucharu Narodów Afryki 2012 uzyskał gola w grupowym spotkaniu z Mali (2:0). W meczu półfinałowym z Zambią przy stanie 0:0 nie wykorzystał rzutu karnego (mecz zakończył się porażką Ghany 0:1).